# Axel Hölzer
Axel Hölzer (* 22. Juni 1963 in Bergisch Gladbach) war von 2002 bis 2010 Vorstandsvorsitzender und Finanzvorstand der Marseille-Kliniken AG.
Nach einem Studium der Betriebswirtschaftslehre in Berlin arbeitete Hölzer von 1988 bis 1995 in der Wirtschaftsprüfung und Unternehmensberatung bei Arthur Andersen in Hannover, Hamburg und Mailand. Im Mai 1995 trat Hölzer als Finanzdirektor in die Marseille-Kliniken AG ein. 1996 wurde er zum Generalbevollmächtigten bestellt und 1998 mit der Leitung des Vorstandssekretariats von Ulrich Marseille betraut. 1999 wurde Hölzer in den Vorstand berufen und leitete das Ressort Beteiligungen.
Seit Oktober 1999 ist Hölzer Vorstandsvorsitzender der SCS-Standard Computer Systeme AG. Am 1. Oktober 2000 wurde er zum Finanzvorstand und stellvertretender Vorstandsvorsitzender der Marseille-Kliniken AG berufen. Vom 17. September 2002 bis März 2010 war Hölzer Vorstandsvorsitzender der Marseille-Kliniken AG.
| Personendaten    | Personendaten                                                                         |
| ---------------- | ------------------------------------------------------------------------------------- |
| NAME             | Hölzer, Axel                                                                          |
| KURZBESCHREIBUNG | deutscher Manager, Vorstandsvorsitzender und Finanzvorstand der Marseille-Kliniken AG |
| GEBURTSDATUM     | 22. Juni 1963                                                                         |
| GEBURTSORT       | Bergisch Gladbach                                                                     |